# Lajos Czeizler
Lajos Czeizler (Heves, 5 ottobre 1893 – Budapest, 7 maggio 1969) è stato un calciatore e allenatore di calcio ungherese, che durante la sua carriera, estesasi per più di quaranta anni, conquistò tre campionati nazionali in altrettanti stati. Poliglotta, fu un tecnico dallo stile di gioco offensivo.

## Carriera
Dopo aver militato da giocatore come ala sinistra nell'MTK Budapest dal 1908 al 1919, e in seguito nel Germania Schwechat di Vienna, Czeizler cominciò la carriera da allenatore con i polacchi dell'ŁKS nel 1923, lanciando giovani calciatori come Antoni Gałecki, Romuald Feja e Roman Jańczyk, i quali sono annoverati tra i maggiormente importanti nella storia del club.
Giunse in seguito al calcio italiano, nella seconda divisione, dove assunse la guida prima dell'Udinese nel 1927-1928, e poi del Faenza dal 1928 al 1930, chiudendo la stagione d'esordio a metà classifica e quella seguente con una salvezza ottenuta solo all'ultima giornata. Sempre nello stesso Paese si occupò, per una sola stagione 1930-1931, delle squadre giovanili della Lazio.
Tra il 1942 e il 1948 aprì un ciclo di vittorie all'IFK Norrköping, durante il quale la squadra ottenne cinque campionati e due coppe nazionali. Czeizler cambiò inoltre il modo di giocare, introducendo nel movimento svedese, che sulla scorta della scuola inglese si basava sulla forza fisica e i lanci lunghi, elementi tipici dello stile magiaro, dando luogo a un calcio totale ante litteram.

Czeizler in veste di commissario tecnico dell'Italia nel 1954, a colloquio con Giampiero Boniperti (a sinistra) e Amleto Frignani (a destra).

Nel 1949 tornò in Italia chiamato dal Milan, portando con sé dal precedente club Gunnar Nordahl e Nils Liedholm, i quali, assieme all'altro svedese Gunnar Gren, costituirono il trio Gre-No-Li. Quell'anno, per l'importante partita contro la Juventus, dopo la sconfitta casalinga per 0-1 nel girone d'andata, optò per una preparazione particolare, consistente nel far svolgere ai giocatori degli allenamenti molto duri durante la prima parte della settimana e nel lasciarli a riposo nei giorni rimanenti; il Milan vinse la gara per 7-1, chiudendo tuttavia il campionato proprio alle spalle degli avversari. Del resto, quello non fu l'unico punteggio eclatante determinato dal calcio spiccatamente offensivo voluto dal tecnico durante la sua gestione triennale: si ricorda anche un 9-0 contro il Palermo e un 9-2 contro il Novara, ma anche una sconfitta per 5-6 nella stracittadina contro l'Inter. Con la società milanese, Czeizler colse la vittoria più prestigiosa con lo scudetto del 1950-1951. A detto trionfo la squadra abbinò anche, nello stesso anno, la Coppa Latina. Ciò nonostante, secondo il critico sportivo Gianni Brera il Milan avrebbe potuto vincere altri due scudetti «se appena si fosse ricordato di onorare la difesa».
Nel 1952 Czeizler passò al Padova come direttore tecnico, in una stagione che vide avvicendarsi gli allenatori Rava e Antonini e si concluse con il suo licenziamento.
Nel biennio 1953-1954 fu inoltre il secondo commissario tecnico straniero della nazionale italiana (in commissione tecnica con Angelo Schiavio e quarant'anni dopo Harry Goodley, anch'egli selezionatore della commissione allora composta però da sette elementi), allorché diresse un gruppo di giocatori molto diviso al campionato del mondo 1954 in Svizzera, venendo sollevato dall'incarico dopo l'eliminazione occorsa già nel girone iniziale. Nonostante la vittoria dell'Italia per 4-1 sul Belgio, gli azzurri furono eliminati per mano della Svizzera (decisivi gli errori arbitrali del brasiliano Viana); nella circostanza gli vennero rimprovarate alcune scelte e dubbi tattici, nonché scarso polso nel tenere le redini del gruppo azzurro.
Guidò poi la Sampdoria fino al 1957, venendo ingaggiato l'anno dopo dalla Fiorentina. Rimase a Firenze per due stagioni, durante le quali ebbe il merito di lanciare il giovane difensore Sergio Castelletti oltreché reimpostare il terzino Enzo Robotti come stopper; soprattutto, nel campionato 1958-1959 stabilì il record di 95 reti segnate, primato tuttora imbattuto nei tornei di Serie A a 18 squadre. Sempre per la squadra viola, nel 1960 ricoprì il ruolo di tecnico ad interim fino a novembre, quando lo sostituì il connazionale Nándor Hidegkuti che vinse poi a fine stagione la Coppa Italia e la Coppa delle Coppe.
Chiuse la carriera in Portogallo, al Benfica, che nell'annata 1963-1964 portò al successo sia in campionato sia nella Coppa di Portogallo, schierando per la prima volta la squadra lusitana con una difesa composta da quattro giocatori.

## Palmarès

### Allenatore

#### Club

##### Competizioni nazionali
- Campionato svedese: 5

IFK Norrköping: 1942-1943, 1944-1945, 1945-1946, 1946-1947, 1947-1948
- Svenska Cupen: 2

IFK Norrköping: 1943, 1945
- Campionato italiano: 1

Milan: 1950-1951
- Campionato portoghese: 1

Benfica: 1963-1964
- Coppa di Portogallo: 1

Benfica: 1963-1964

##### Competizioni internazionali
- Coppa Latina: 1

Milan: 1951